# Доржиев, Агван
Агва́н Лобса́н Доржи́ев, Цанид-Хамбо (бур. Доржын Агбаан, тиб. ངག་དབང་བློ་བཟང་; 1853, улус Хара-Шибирь, Забайкальская область — 29 января 1938, Улан-Удэ) — бурятский буддийский лама, учёный, дипломат, просветитель, религиозный, государственный и общественный деятель России, Тибета и Монголии. Был сторонником сближения Тибета и Российской империи. Инициировал постройку первого в Европе буддийского храма — Храма Калачакры в Санкт-Петербурге. Одна из ключевых фигур в истории российского буддизма XX века.

## Биография
Родился в 1853 году в улусе Хара-Шибирь Хоринского ведомства Забайкальской области (ныне в Заиграевском районе Бурятии). Был хувараком в Шулутском дацане.
В 1872 году в 19-летнем возрасте покинул Забайкалье и отправился паломником в Монголию и Тибет. Учился в Урге (совр. Улан-Батор) и в Гоман-дацане при тибетском монастыре Дрепунг (один из трёх главных монастырей Лхасы). Получил богословское образование и высшую философскую учёную степень лхарамбы (тиб. цаннид кхенпо лхарампа, бур. цанид хамба лхарамба).
В числе семи высших учёных лам состоял при Далай-Ламе XIII, участвуя в его обучении буддийской философии и литературе. Положение цэншапа, партнёра по философскому диспуту — важнейшему компоненту буддийского образования — позволило Доржиеву позже стать одним из ближайших советников Далай-ламы и крупной фигурой в тибетском теократическом государстве.
В 1896 году получил от императора Николая II часы с монограммой в знак признательности за помощь агентам Петра Бадмаева, путешествовавшим в Лхасу.
В начале 1898 года Доржиев появился в Санкт-Петербурге с официальной целью сбора пожертвований на монастырскую школу. Здесь он познакомился с известным востокофилом князем Э. Э. Ухтомским, приближённым Николая II, ранее сопровождавшим будущего императора в путешествии на Восток. Князь Ухтомский лично представил Доржиева императору.
В 1900 году Доржиев с помощью Буды Рабданова провёл первое во Франции буддийское богослужение (хурал) и лекцию о буддизме в Музее востоковедения Гиме во время открытия Всемирной выставки в Париже. На богослужении присутствовали Жорж Клемансо, будущая путешественница в Тибет Александра Давид-Неэль, Иннокентий Анненский, написавший об этом событии стихотворение «Буддийская месса в Париже», вошедшее в его сборник «Кипарисовый ларец». Гидом Доржиева по Парижу был другой русский поэт — Максимилиан Волошин.
По возвращении в Тибет Доржиев был возведён в третий высший чин старшего кхенпо с правом голоса во всех вопросах политики и веры. В это время, будучи фактически первым министром двора Далай-ламы XIII, он всюду его сопровождал, служил молебны, заведовал финансами страны. С дипломатическими поручениями бывал в Монголии, Китае, России, посетил Индию, Цейлон, Японию, Германию, Италию, Великобританию.
В 1900 году состоялась встреча Доржиева с императором Николаем II, на которой было получено высочайшее согласие на строительство дацана в Санкт-Петербурге.
В 1906 году Доржиев создал буддийское духовное училище и академию (цанид-чойра) в Калмыкии, передал туда 300 томов тибетского канона Ганджур и Данджур, а также ритуальные предметы. Помимо этого, он основал несколько дацанов и школ в Калмыкии и Бурятии, открыл издательство в Санкт-Петербурге и в 1908 году типографию европейского образца в Шулутском дацане.
В Бурятии Доржиев известен как реформатор монгольского вертикального письма, приспособленного к бурятскому языку, и составитель бурятского письма вагиндра (бур. вагиндрагийн үсэг, или Агвановский алфавит), точно передававшего транскрипцию русских слов. Письмо было в ходу в 1905—1910 годы.

### Буддийский храм в Санкт-Петербурге
Строительство буддийского храма в российской столице началось в 1909 году в Старой деревне, за Чёрной речкой. Работами руководил строительный комитет, в который входили академики В. В. Радлов и С. Ф. Ольденбург, князь Э. Э. Ухтомский, приват-доценты В. Л. Котвич, А. Д. Руднев, Ф. И. Щербатской, врач тибетской медицины П. Бадмаев, путешественники П. Козлов и Д. Клеменц, калмыцкие князья Дугаровы, Тюмени, отец и сын Тундутовы, архитектор Г. В. Барановский, инженер Н. М. Березовский, художники Н. К. Рёрих и В. П. Шнейдер.
В 1913 году в храме прошла первая служба. Церемония освящения состоялась в 1915 году, на ней присутствовали представители правительств Николая II, Далай-ламы XIII, сиамского короля Рамы VI и монгольского Богдо-гэгена VIII.

### Агван Доржиев в Советской России
После Октябрьской революции, в 1917 году Агван Доржиев полностью отдал себя политической и религиозно-реформаторской деятельности в Советской России.
Во время Гражданской войны, в 1919 году храм в Петрограде подвергся разграблению: пропали сотни бронзовых и позолоченных бурханов, серебряные жертвенные чаши, вазы, мебель, дверные ручки, шпингалеты, драпировки из китайской парчи, личные вещи лам, была разбита статуя Будды, сожжены уникальная библиотека тибетских манускриптов и огромный архив Доржиева, посвящённый взаимоотношениям России, Тибета, Англии и Китая, собиравшийся на протяжении 30 лет. Доржиеву удалось реставрировать храм, несмотря на царившую в стране разруху.
Как и до революции, он находился в постоянном диалоге с властью. Теперь его собеседниками были не Николай II и министр иностранных дел Извольский, а Ленин с Луначарским. Но речь шла всё о том же: о свободе вероисповедания, культурном строительстве и их необходимости для процветания государства и его граждан. На этих встречах Доржиев подчёркивал, что буддизм — не религия, а философия, что в нём присутствуют общие с коммунизмом идеи (буддийский социализм) ответственности каждого за общее дело.
Летом 1921 года Доржиев обратился к советским властям с предложением по созданию буферных государств (Прибайкалье, Забайкалье, Монголия и возможно Тибет) для разделения России, Японии и Китая. При этом Доржиев утверждал, что улучшение условий жизни населения Монголии будет способствовать распространению там влияния большевиков. Усилия Доржиева способствовали созданию бурятских автономий в РСФСР и Дальневосточной республике. В 1921 году Доржиев смог добиться возвращения буддийской общине храма в Петрограде.
В 1921 году Доржиев составил на монгольском языке автобиографию, изложив её в стихотворной форме (рукописная копия хранится в Отделе рукописей и документов Института восточных рукописей РАН (ИВР РАН) в Санкт-Петербурге. Она опубликована в кн.: Доржиев А. Занимательные заметки: Описание путешествия вокруг света (Автобиография) / Агван Доржиев; Пер. с монг. А. Д. Цендиной; Транслитерация, предисл., коммент., глоссарий и указ. А. Г. Сазыкина и А. Д. Цендиной. Отв. ред. А. А. Терентьев. М.: Восточная литература, 2003. 160 с. (Памятники письменности Востока. СХХХIII)).
В ноябре 1937 года 85-летний Доржиев был арестован в Бурятии.
Он умер под стражей в НКВД, по-видимому, от остановки сердца, после того, как 29 января 1938 года его перевели из камеры в тюремную больницу в возрасте 85 лет. Его похоронили в «секретном традиционном захоронении в лесу близ Челутая». О местонахождении кладбища стало известно только в последние годы, и, по некоторым оценкам, там было похоронено не менее 40 000 человек.  Однако Доржиев официально не был полностью реабилитирован до 14 мая 1990 года, когда дело было прекращено «за недостатком доказательств и отсутствием преступной деятельности»
По воспоминаниям Николая Поппе, скончался в Александровской тюрьме рядом с Улан-Удэ.

## День памяти
О, Агван Доржиев и другие наши Учителя,

Состраданием своим превосходящие всех Победоносных,

Где бы Вы ни рождались в этой вселенной,

Соизвольте осчастливить нас проповедью Учения Будды!

### Мемориалы

#### Санкт-Петербург
- 14 июля 2004 года, на 150-летний юбилей Агвана Доржиева, была открыта посвящённая ему памятная доска работы архитектора В. Б. Бухаева и скульптора Д. Намдакова на внутренней стороне ограды петербургского буддийского храма. К этому событию было также приурочено разрушение мандалы монахами монастыря Дрепунг Гоман (Карнатака, Индия) и лекция специального гостя юбилея Роберта Турмана в СПбГУ[9].

#### Улан-Удэ
- Музей литературы Бурятии имени Хоца Намсараева (ул. Советская, д. 27) проводит экскурсию и располагает выездной и обменной выставкой «Агван Доржиев. Жизнь и деятельность»[10].

#### Дацаны Бурятии

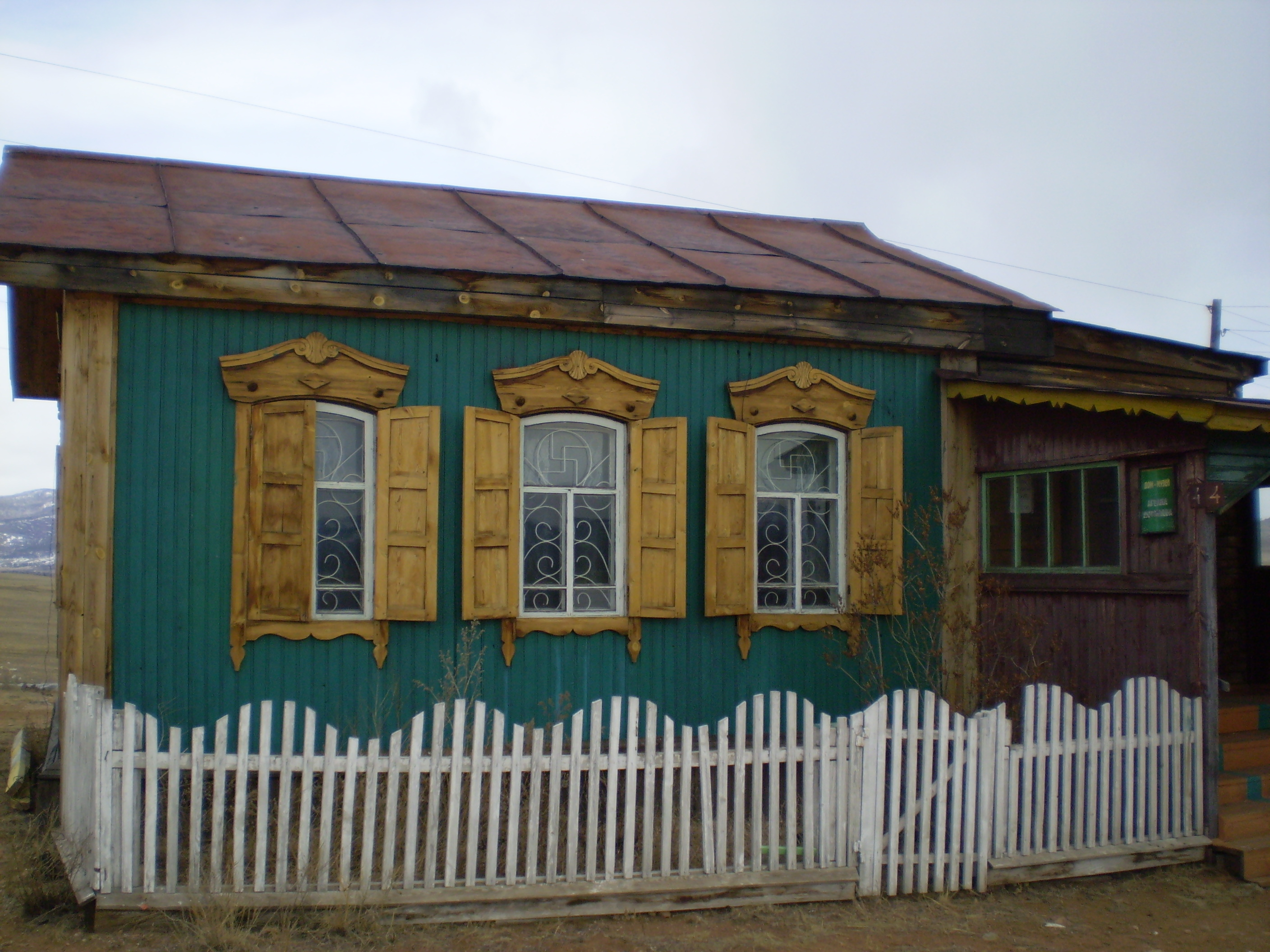
Дом-музей Агвана Доржиева.

- На родине Агвана Доржиева, в улусе Хара-Шибирь, Заиграевского района в 2007 году, при содействии Министерства Культуры Республики Бурятия, открыт музей "Тоонто Агвана Доржиева". Здесь представлены такие материалы, как ценные архивные фотографии и письма. Субурган на месте рождения Агвана Доржиева построен  здесь в 90-е годы.
- На территории Иволгинского дацана из пяти субурганов один посвящён Агвану Доржиеву.
- В селе Нарын-Ацагат Заиграевского района (в 55 км к востоку от Улан-Удэ) на территории Ацагатского дацана, около минерального источника Хара-Ацагат, расположен Дом-музей Агвана Доржиева. Это перенесённая бревенчатая изба из улуса Хара-Шибирь. Балансовая принадлежность — общественное. Фондовая коллекция — 1 430 единиц хранения. Указом Президента Республики Бурятия Л. В. Потапова в 2000 году музей получил статус государственного.
- Место рождения ламы Доржиева, улус Хара-Шибирь, дважды посетил Далай-лама XIV.

#### Медаль «Агван Доржиев»
- В 2003 году в перечень государственных наград Республики Бурятия была внесена медаль «Агван Доржиев». Согласно положению, медаль может быть присуждена за выдающиеся заслуги перед Республикой, связанные с достижениями в развитии её экономического, культурного, научного и образовательного потенциала, а также деятельностью по укреплению мира и дружеских отношений между народами. Первоначально с предложением учредить такую государственную награду выступила инициативная группа из Фонда Агвана Доржиева.

#### Доржиевские чтения — конференция в Санкт-Петербурге
- 25—27 ноября 2004 года в Санкт-Петербурге прошли Юбилейные Доржиевские чтения «Буддийская традиция. История и современность», посвящённые 150-летию со дня рождения Доржиева. Организаторы: Санкт-Петербургский благотворительный общественный фонд «Общество бурятской культуры „Ая-Ганга“», Религиозное объединение буддистов «Дацан Гунзэчойнэй», Комитет по внешним связям Администрации г. Санкт-Петербурга, Администрация Президента Республики Бурятия, мемориальный музей-квартира путешественника П. К. Козлова, Российский этнографический музей.
- 9—11 ноября 2006 года в Санкт-Петербурге прошли Вторые Доржиевские чтения «Буддийская культура: история, источниковедение, языкознание и искусство». Организаторы: Санкт-Петербургский благотворительный общественный фонд «Общество бурятской культуры Ая-Ганга», Государственный Эрмитаж, Санкт-Петербургский филиал ИВ РАН, Музей-квартира П. К. Козлова СПбФ ИИЕТ РАН, религиозное объединение буддистов «Дацан Гунзэчойнэй» при поддержке Комитета по внешним связям Администрации г. Санкт-Петербурга и Администрации Республики Бурятии.
- С 8 по 12 июля 2008 года в Бурятии проходили Третьи Доржиевские чтения, ставшие традиционными для их организаторов — Санкт-Петербургского благотворительного общественного фонда "Общество бурятской культуры «Ая-Ганга», религиозного объединения буддистов «Дацан Гунзэчойнэй», Института восточных рукописей РАН/СПбФ ИВ РАН. В этом году к организаторам присоединилось ещё одно научное учреждение — Институт монголоведения, буддологии и тибетологии СО РАН (Улан-Удэ). Именно здесь состоялось открытие конференции, прошло пленарное заседание. Сотрудниками ИМБТ СО РАН было представлено почти половина докладов.
- 3—10 августа 2010 года. Место проведения: с. Агинское — национальный парк Алханай (Забайкальский край) — Усть-Ордынский Бурятский АО (с посещением о. Ольхон) — Санкт-Петербург. Организаторы чтений — Буддийская Традиционная Сангха России, Санкт-Петербургский благотворительный общественный фонд «Общество бурятской культуры Ая-Ганга», Администрация Агинского округа Забайкальского края. При участии: Института восточных рукописей РАН, Государственного Эрмитажа, Санкт-Петербургского государственного университета, Музея-квартиры П. К. Козлова (Санкт-Петербург), Агинского краеведческого музея им. Г. Цыбикова (с. Агинское).

#### Доржиев в художественной литературе
- В трилогии «Похищенное счастье» Д. О. Батожабая (1965), виднейшем произведении бурятской литературы, Доржиев является прототипом одного из главных героев — его святейшества Тувана хамбы.
- В 2007 году литературный журнал «Сибирские огни» в ряде выпусков опубликовал фрагменты исторического романа А. Л. Ангархаева «Небо и Земля» под общим заголовком «Учитель Далай-Ламы. О жизни Агвана Доржиева».